# Liste der Monuments historiques in Orgeux
Die Liste der Monuments historiques in Orgeux führt die Monuments historiques in der französischen Gemeinde Orgeux auf.

## Liste der Immobilien
| Bezeichnung    | Beschreibung           | Standort                           | Kennzeichnung | Schutzstatus | Datum | Bild |
| -------------- | ---------------------- | ---------------------------------- | ------------- | ------------ | ----- | ---- |
| Friedhofskreuz | Stein, 16. Jahrhundert | Rue Rasée, auf dem Friedhof (Lage) | PA00112580    | Inscrit      | 1929  |      |

## Liste der Objekte
| Bezeichnung                          | Beschreibung                                    | Standort                                     | Kennzeichnung | Schutzstatus | Datum | Bild |
| ------------------------------------ | ----------------------------------------------- | -------------------------------------------- | ------------- | ------------ | ----- | ---- |
| Skulptur Heiliger Antonius der Große | Stein, 16. Jahrhundert                          | in der Kirche Assomption-de-la-Vierge (Lage) | PM21003430    | Inscrit      | 1973  |      |
| Skulptur Heiliger Rochus             | Stein, farbig gefasst, 16. oder 17. Jahrhundert | in der Kirche Assomption-de-la-Vierge (Lage) | PM21003431    | Inscrit      | 1973  |      |
| Skulptur Madonna mit Kind            | Holz, farbig gefasst, 17. oder 18. Jahrhundert  | in der Kirche Assomption-de-la-Vierge (Lage) | PM21003432    | Inscrit      | 1973  |      |